# 北朝鮮によるミサイル発射実験 (2006年)

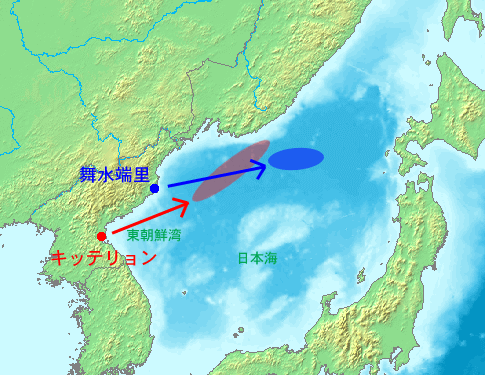
青色の部分は、テポドン2号が着弾したと推測される海域。（資料）

2006年の北朝鮮によるミサイル発射実験（2006ねんのきたちょうせんによるミサイルはっしゃじっけん）とは、2006年7月5日の未明から夕方(KST)にかけて北朝鮮がスカッド、ノドン、テポドン2号の弾道ミサイル計7発を日本海に向けて発射した実験。

## 概要
| 発数  | 発射時刻 | 発射地点   | タイプ          | 着弾時刻   | 着弾地点 |
| 1発目 | 03:33    | キテリョン | スカッド-C      | 03:40      | 日本海   |
| 2発目 | 04:04    | キテリョン | ノドン/スカッド | 04:10      | 日本海   |
| 3発目 | 05:01    | ムスダンリ | テポドン2号     | 発射42秒後 | 日本海   |
| 4発目 | 07:10    | キテリョン | スカッド        | 07:20      | 日本海   |
| 5発目 | 07:30    | キテリョン | ノドン          | 07:36      | 日本海   |
| 6発目 | 08:20    | キテリョン | ノドン          | 08:30      | 日本海   |
| 7発目 | 17:22    | キテリョン | ノドン/スカッド | 17:28      | 日本海   |

2006年7月5日、北朝鮮から7発の弾道ミサイルが日本海に向けて発射され、すべて数分後に日本海に着弾。そのうち3発目が北朝鮮北東部の舞水端里(ムスダンリ)から発射されたテポドン2号である可能性が強い。

## 国連と各国の対応

### 国連
国際連合安全保障理事会で、北朝鮮によるミサイル発射を非難するとともに、北朝鮮の弾道ミサイル計画に関わる全ての活動の停止を要求する国際連合安全保障理事会決議1695が採択された。日本が非常任理事国の立場を活用して、初めて主導的に作成・提案・成立した決議であるといわれている。

### 韓国
韓国の統一部は、緊急のセキュリティーミーティングを開いた。韓国政府から支援を受け、北朝鮮からの指令で活動している南北共同宣言実践連帯は「ミサイル発射はアメリカと日本の自業自得。北朝鮮の発射体がミサイルであろうと人工衛星であろうと、これは北朝鮮の正当な自主的権利であり、米日両国の北朝鮮敵対政策・戦争策動に対する自衛的措置であるため、国際社会がどうこう言うべき問題ではない。今回発射したミサイルのうち、韓国に向けられたものが一発でもあっただろうか。北朝鮮のミサイルは一寸の誤差もなく米国と日本に向けられた。わが民族が力を合わせれば、われわれを揺るがす者は地球上に誰もいない」との声明を出した。

### オーストラリア
ジョン・ハワード首相は「極めて挑発的である」とオーストラリア放送協会の番組内で非難した。アレクサンダー・ダウナー外相も、北朝鮮との国際関係が悪化すると発言した。

### 日本
日本からは在日本朝鮮人科学技術協会の顧問を務めるロケット開発権威の在日朝鮮人が打ち上げに立ち会っている。